# Associação Atlética Portuguesa
Maillots
L'Associação Atlética Portuguesa est un club brésilien de football basé à Rio de Janeiro.